# Хорман, Шерри
Шерри Хорман (нем. Sherry Hormann; род. 20 апреля 1960, Кингстон, Нью-Йорк, США) — немецкий кинорежиссёр и сценаристка. Хорман дважды была номинирована на высшую национальную кинопремию Deutscher Filmpreis.

## Биография
Шерри Хорман родилась в Кингстоне, штат Нью-Йорк, США, в семье уроженца Мюнхена, менеджера IBM и немецкой художницы. Её отец в юности был джазовым музыкантом и в 16 лет переехал в США. Когда Шерри было шесть лет, семья вернулась в Германию. Здесь она получила школьное образование. Шерри вынуждена была бросить игру на фортепиано по состоянию здоровья. С 1979 по 1983 года она училась в Мюнхенском университете телевидения и кино.
Хорман начала карьеру в кино в 1981 году со съёмок короткометражек. В 1991 году вышел её дебютный полнометражный фильм Leise Schatten. Эта работа принесла ей премию Bayerischer Filmpreis за лучшую режиссуру. В 2004 году Хорман сняла картину на ЛГБТ-тематику «Забойный футбол». В 2009 году вышел её биографический фильм «Цветок пустыни» о жизни фотомодели Варис Дирие, перенёсшей женское обрезание. Картина удостоилась приза зрительских симпатий за лучший европейский фильм на 57-м кинофестивале в Сан-Себастьяне.
В 2019 году состоялась премьера фильма Хофман «Всего лишь женщина» об убийстве чести немки турецкого происхождения. Эта работа принесла ей вторую награду Bayerischer Filmpreis.
Первым мужем Хорман был режиссёр и актёр Доминик Граф, у них родилась дочь. В октябре 2011 года Шерри вышла замуж за кинооператора Михаэля Балльхауса. Балльхаус оставил работу в кино в 2006 году, однако по просьбе супруги согласился стать оператором в её фильме 2013 года «3096 дней» о Наташе Кампуш. Он скончался в апреле 2017 года. Хорман сказала, что многому научилась от покойного мужа.
По словам Хорман, её любимые женщины-режиссёры — Сюзанна Бир и Кэтрин Бигелоу.